# Sterling Holloway
Sterling Holloway (n. 14 ianuarie 1905, Cedartown⁠(d), Georgia, SUA – d. 22 noiembrie 1992, Los Angeles, California, SUA) a fost un comediant american. Este cunoscut în special pentru rolul său în Dumbo. S-a născut la Georgia, iar numele său adevărat este Sterling Price Holloway, Jr..